# Дискография Slava Marlow
Дискография российского музыкального продюсера и автора песен Slava Marlow состоит из четырёх студийных альбомов, трёх мини-альбомов и 26 синглов (включая семь в качестве приглашённого исполнителя), а также из 47 спродюсированных песен для других исполнителей.

## Студийные альбомы
| Название              | Детали                                                                 | Высшая позиция в чартах |
| Название              | Детали                                                                 | Россия Apple Music      |
| --------------------- | ---------------------------------------------------------------------- | ----------------------- |
| «Опенинг» (как Manny) | - Релиз: 27 июля 2019 - Лейбл: Atlantic Russia - Формат: ЦД, стриминг  | —                       |
| «20»                  | - Релиз: 3 ноября 2019 - Лейбл: Atlantic Russia - Формат: ЦД, стриминг | 241                     |
| «Тузик»               | - Релиз: 16 декабря 2022 - Лейбл: независимый - Формат: ЦД, стриминг   | —                       |
| «Эльф 1»              | - Релиз: 13 июня 2025 - Лейбл: Lotus Music - Формат: ЦД, стриминг      | —                       |

## Мини-альбомы
| Название              | Детали                                                                   | Высшая позиция в чартах | Высшая позиция в чартах |
| Название              | Детали                                                                   | Азербайджан Apple Music | Россия Apple Music      |
| --------------------- | ------------------------------------------------------------------------ | ----------------------- | ----------------------- |
| «Галерея»             | - Релиз: 29 сентября 2018 - Лейбл: Вне лейбла - Формат: стриминг         | —                       | —                       |
| «Артём»               | - Релиз: 23 октября 2020 - Лейбл: Atlantic Russia - Формат: ЦД, стриминг | 5                       | 4                       |
| «★» (как europesatan) | - Релиз: 18 ноября 2022 - Лейбл: независимый - Формат: ЦД, стриминг      | —                       | —                       |

## Синглы
В качестве ведущего исполнителя
| Год  | Название                                           | Высшая позиция в чартах | Высшая позиция в чартах | Высшая позиция в чартах | Высшая позиция в чартах | Высшая позиция в чартах | Высшая позиция в чартах | Высшая позиция в чартах | Высшая позиция в чартах     | Высшая позиция в чартах | Высшая позиция в чартах | Высшая позиция в чартах      | Высшая позиция в чартах     | Высшая позиция в чартах | Высшая позиция в чартах      | Высшая позиция в чартах | Альбом                                |
| Год  | Название                                           | Ежедневные чарты        | Ежедневные чарты        | Ежедневные чарты        | Ежедневные чарты        | Ежедневные чарты        | Ежедневные чарты        | Ежедневные чарты        | Еженедельные чарты          | Еженедельные чарты      | Еженедельные чарты      | Еженедельные чарты           | Ежемесячные чарты           | Ежемесячные чарты       | Ежемесячные чарты            | Ежемесячные чарты       | Альбом                                |
| Год  | Название                                           | Азербайджан Apple Music | Белоруссия iTunes       | Казахстан iTunes        | Литва iTunes            | Россия Apple Music      | Россия iTunes           | Молдова iTunes          | Россия Radio & YouTube Hits | Россия YouTube Hits     | Украина Youtube Hits    | Украина Radio & YouTube Hits | Россия Radio & YouTube Hits | Россия YouTube Hits     | Украина Radio & YouTube Hits | Украина YouTube Hits    | Альбом                                |
| ---- | -------------------------------------------------- | ----------------------- | ----------------------- | ----------------------- | ----------------------- | ----------------------- | ----------------------- | ----------------------- | --------------------------- | ----------------------- | ----------------------- | ---------------------------- | --------------------------- | ----------------------- | ---------------------------- | ----------------------- | ------------------------------------- |
| 2019 | «Дикий запад»                                      | —                       | —                       | —                       | —                       | —                       | —                       | —                       | —                           | —                       | —                       | —                            | —                           | —                       | —                            | —                       | Внеальбомные синглы                   |
| 2019 | «Будь проще»                                       | —                       | —                       | —                       | —                       | —                       | —                       | —                       | —                           | —                       | —                       | —                            | —                           | —                       | —                            | —                       | Внеальбомные синглы                   |
| 2020 | «No Problem»                                       | —                       | —                       | —                       | —                       | —                       | —                       | —                       | —                           | —                       | —                       | —                            | —                           | —                       | —                            | —                       | Внеальбомные синглы                   |
| 2020 | «Tik Tok Челлендж»                                 | —                       | 142                     | 27                      | —                       | —                       | 31                      | 58                      | —                           | —                       | —                       | —                            | —                           | —                       | —                            | —                       | Внеальбомные синглы                   |
| 2020 | «Сумасшедший»                                      | —                       | —                       | —                       | —                       | —                       | —                       | 33                      | —                           | —                       | —                       | —                            | —                           | —                       | —                            | —                       | Внеальбомные синглы                   |
| 2020 | «Ты дура, прости»                                  | —                       | —                       | —                       | —                       | —                       | —                       | —                       | —                           | —                       | —                       | —                            | —                           | —                       | —                            | —                       | Внеальбомные синглы                   |
| 2020 | «Снова я напиваюсь»                                | 14                      | —                       | 9                       | 186                     | 1                       | 17                      | —                       | 16                          | 3                       | 1                       | 1                            | 24                          | 4                       | 3                            | 1                       | «Артём»                               |
| 2020 | «Злой»                                             | —                       | —                       | —                       | —                       | 8                       | 170                     | —                       | —                           | 11                      | 11                      | —                            | —                           | —                       | —                            | —                       | «Артём»                               |
| 2020 | «Быстро»                                           | 44                      | —                       | —                       | —                       | 3                       | 160                     | —                       | —                           | —                       | —                       | —                            | —                           | —                       | —                            | —                       | «Артём»                               |
| 2020 | «По глазам»                                        | 19                      | —                       | —                       | —                       | 4                       | 40                      | —                       | —                           | 24                      | 11                      | —                            | —                           | —                       | —                            | —                       | «Артём»                               |
| 2020 | «Нет проблем»                                      | 88                      | —                       | —                       | —                       | 6                       | 16                      | —                       | —                           | —                       | —                       | —                            | —                           | —                       | —                            | —                       | Внеальбомные синглы                   |
| 2021 | «Ты горишь как огонь»                              | 8                       | 3                       | —                       | —                       | 1                       | 2                       | —                       | 13                          | —                       | —                       | —                            | —                           | —                       | —                            | —                       | Внеальбомные синглы                   |
| 2021 | «Кому это надо?»                                   | —                       | —                       | 29                      | —                       | 1                       | 88                      | —                       | 125                         | 30                      | —                       | —                            | —                           | —                       | —                            | —                       | Внеальбомные синглы                   |
| 2021 | «Camry 3.5»                                        | 79                      | —                       | —                       | —                       | 7                       | 46                      | 1                       | —                           | —                       | —                       | —                            | —                           | —                       | —                            | —                       | Внеальбомные синглы                   |
| 2021 | «Она тебя любит» (совместно с The Limba и Элджеем) | —                       | —                       | —                       | —                       | —                       | —                       | —                       | —                           | —                       | —                       | —                            | —                           | —                       | —                            | —                       | Внеальбомные синглы                   |
| 2021 | «Человек»                                          | —                       | —                       | —                       | —                       | —                       | —                       | —                       | —                           | —                       | —                       | —                            | —                           | —                       | —                            | —                       | Внеальбомные синглы                   |
| 2021 | «Я не знаю» (совместно с Моргенштерном)            | —                       | —                       | —                       | —                       | —                       | —                       | —                       | —                           | —                       | —                       | —                            | —                           | —                       | —                            | —                       | Внеальбомные синглы                   |
| 2021 | «Бриллианты VVS» (совместно с HammAli & Navai)     | —                       | —                       | —                       | —                       | —                       | —                       | —                       | —                           | —                       | —                       | —                            | —                           | —                       | —                            | —                       | Внеальбомные синглы                   |
| 2021 | «Хотел тебе сказать…»                              | —                       | —                       | —                       | —                       | —                       | —                       | —                       | —                           | —                       | —                       | —                            | —                           | —                       | —                            | —                       | Внеальбомные синглы                   |
| 2021 | «Дикий я» (совместно с Дикими Скричерами)          | —                       | —                       | —                       | —                       | —                       | —                       | —                       | —                           | —                       | —                       | —                            | —                           | —                       | —                            | —                       | Внеальбомные синглы                   |
| 2021 | «Бизнес вумен» (совместно с Aarne)                 | —                       | —                       | —                       | —                       | —                       | —                       | —                       | —                           | —                       | —                       | —                            | —                           | —                       | —                            | —                       | Aa Language                           |
| 2021 | «Кто сказал?» (совместно с Soda Luv и Rakhim)      | —                       | —                       | —                       | —                       | —                       | —                       | —                       | —                           | —                       | —                       | —                            | —                           | —                       | —                            | —                       | Внеальбомные синглы                   |
| 2021 | «Миллион дорог»                                    | —                       | —                       | —                       | —                       | —                       | —                       | —                       | —                           | —                       | —                       | —                            | —                           | —                       | —                            | —                       | Внеальбомные синглы                   |
| 2022 | «Saint Laurent»                                    | —                       | —                       | —                       | —                       | —                       | —                       | —                       | —                           | —                       | —                       | —                            | —                           | —                       | —                            | —                       | Внеальбомные синглы                   |
| 2022 | «Расстреляй меня»                                  | —                       | —                       | —                       | —                       | —                       | —                       | —                       | —                           | —                       | —                       | —                            | —                           | —                       | —                            | —                       | Внеальбомные синглы                   |
| 2022 | «Где найти силы»                                   | —                       | —                       | —                       | —                       | —                       | —                       | —                       | —                           | —                       | —                       | —                            | —                           | —                       | —                            | —                       | Внеальбомные синглы                   |
| 2024 | «Запретить»                                        | —                       | —                       | —                       | —                       | —                       | —                       | —                       | —                           | —                       | —                       | —                            | —                           | —                       | —                            | —                       | Внеальбомные синглы                   |
| 2024 | «Я не могу тебя найти»                             | —                       | —                       | —                       | —                       | —                       | —                       | —                       | —                           | —                       | —                       | —                            | —                           | —                       | —                            | —                       | саундтрек к фильму «Майор Гром: Игра» |
| 2024 | «Всё будет нормально» (совместно с Слава КПСС)     | —                       | —                       | —                       | —                       | —                       | —                       | —                       | —                           | —                       | —                       | —                            | —                           | —                       | —                            | —                       | Внеальбомный сингл                    |
| 2025 | «Не забыл ╥﹏╥» (совместно с Saluki)               | —                       | —                       | —                       | —                       | —                       | —                       | —                       | —                           | —                       | —                       | —                            | —                           | —                       | —                            | —                       | «Эльф 1»                              |

## Гостевые участия
| Год  | Название           | Другие исполнители       | Альбом              |
| ---- | ------------------ | ------------------------ | ------------------- |
| 2020 | «Съел деда»        | Моргенштерн              | «Легендарная пыль»  |
| 2020 | «Домофон / Чича»   | Моргенштерн, Frame Tamer | «Легендарная пыль»  |
| 2020 | «Мой гэнг»         | Stephan Pie              | «Не паникуй!»       |
| 2020 | «Sweethouse»       | Motorollasheff           | Motorollasheff2023  |
| 2020 | «Выше» (как Manny) | Motorollasheff           | Motorollasheff2023  |
| 2021 | «Ой да на рейве»   | Ильич да Софья           | Внеальбомные синглы |
| 2021 | «Shivers»          | Ed Sheeran, Feduk        | Внеальбомные синглы |
| 2023 | «Дома»             | Куок                     |                     |

## Продюсерская дискография
| Год  | Название                                                                      | Альбом                    |
| ---- | ----------------------------------------------------------------------------- | ------------------------- |
| 2018 | «ЧСВ» (N.Masteroff, Timurka Bits)                                             | Outgrown                  |
| 2019 | «Дикий запад» (N.Masteroff, Slava Marlow)                                     | Внеальбомный синглы       |
| 2019 | «Я богатый)))» (N.Masteroff, Stephan Pie)                                     | Внеальбомный синглы       |
| 2019 | «Будь проще» (Yusha, Slava Marlow)                                            | Внеальбомный синглы       |
| 2019 | «GTA» (Инстасамка, CMH)                                                       | Внеальбомный синглы       |
| 2019 | «Yung Hefner» (Моргенштерн)                                                   | Внеальбомный синглы       |
| 2020 | «Я пыль» (Моргенштерн)                                                        | «Легендарная пыль»        |
| 2020 | «Съел деда» (Моргенштерн, Slava Marlow)                                       | «Легендарная пыль»        |
| 2020 | «Четыре украинки» (Моргенштерн)                                               | «Легендарная пыль»        |
| 2020 | «Е! Банная» (Моргенштерн)                                                     | «Легендарная пыль»        |
| 2020 | «Она — оно» (Моргенштерн)                                                     | «Легендарная пыль»        |
| 2020 | «Красное вино фристайл» (Моргенштерн, Frame Tamer)                            | «Легендарная пыль»        |
| 2020 | «Домофон / Чича» (Моргенштерн, Frame Tamer, Slava Marlow)                     | «Легендарная пыль»        |
| 2020 | «Ратататата» (Моргенштерн, Витя АК)                                           | «Легендарная пыль»        |
| 2020 | «Опа» (Моргенштерн)                                                           | «Легендарная пыль»        |
| 2020 | «Последняя» (Моргенштерн)                                                     | «Легендарная пыль»        |
| 2020 | «Малышка» (Моргенштерн, Шарлот)                                               | Внеальбомный сингл        |
| 2020 | «Не в обиду» (N.Masteroff)                                                    | «Все мечты давно сгорели» |
| 2020 | «В слэм!» (N.Masteroff)                                                       | «Все мечты давно сгорели» |
| 2020 | «Кто тебе сказал?» (Rakhim)                                                   | Внеальбомный сингл        |
| 2020 | «GGNB» (BRFF, Slava Marlow, CMH)                                              | Внеальбомный сингл        |
| 2020 | «Пососи» (Моргенштерн)                                                        | Внеальбомный сингл        |
| 2020 | «Cadillac» (Моргенштерн, Элджей)                                              | Внеальбомный сингл        |
| 2020 | «Чёрный бумер» (Dava, Серёга)                                                 | «Король»                  |
| 2020 | «Ice» (Моргенштерн)                                                           | Внеальбомный сингл        |
| 2020 | «Fendi» (Rakhim)                                                              | Внеальбомный сингл        |
| 2020 | «Кендрик Ламар» (Stephan Pie, CMH, MediynayaBlad, N.Masteroff)                | «Не паникуй!»             |
| 2020 | «Мой гэнг!» (Stephan Pie, Slava Marlow)                                       | «Не паникуй!»             |
| 2020 | «На беду» (Stephan Pie, CMH, MediynayaBlad)                                   | «Не паникуй!»             |
| 2020 | «Intro2023» (Motorollasheff)                                                  | Motorollasheff2023        |
| 2020 | «Tik-Tak» (Motorollasheff)                                                    | Motorollasheff2023        |
| 2020 | «Sweethouse» (Motorollasheff, Slava Marlow)                                   | Motorollasheff2023        |
| 2020 | «Выше» (Motorollasheff, Manny)                                                | Motorollasheff2023        |
| 2020 | «Мусор» (Motorollasheff)                                                      | Motorollasheff2023        |
| 2020 | «El Problema» (Моргенштерн, Тимати)                                           | «Транзит»                 |
| 2020 | «Watafuk?!» (Моргенштерн, Lil Pump)                                           | Внеальбомный сингл        |
| 2020 | «Клип за 10 лямов» (Моргенштерн)                                              | Внеальбомный сингл        |
| 2020 | «Слякоть» (PlohoyParen)                                                       | Внеальбомный сингл        |
| 2020 | «Cristal & Моёт» (Моргенштерн)                                                | Внеальбомный сингл        |
| 2021 | «Есть деньги нет чувств» (ЛСП)                                                | Внеальбомный сингл        |
| 2021 | «Wunder King» (Элджей)                                                        | Внеальбомный сингл        |
| 2021 | «Дуло» (Моргенштерн)                                                          | Внеальбомный сингл        |
| 2021 | «Cristal & Моёт (Remix)» (Моргенштерн, Soda Luv, Blago White, OG Buda, Mayot) | Внеальбомный сингл        |
| 2021 | «Последний бит от Славы» (Моргенштерн)                                        | Million Dollar: Happiness |
| 2021 | «Hublot» (Моргенштерн)                                                        | Million Dollar: Business  |
| 2021 | «Кто сказал?» (Slava Marlow, Rakhim, Soda Luv)                                | Внеальбомный сингл        |
| 2022 | «Обычный парень» (Некоглай, Иван Золо)                                        | Внеальбомный сингл        |
| 2023 | «Папа» (VACÍO)                                                                | Внеальбомный сингл        |
| 2023 | «Взлом» (Глюк'оза, Toxi$)                                                     | Внеальбомный сингл        |
| 2023 | «Сказка о необратимой смерти» (Слава КПСС)                                    | Внеальбомный сингл        |